# Gedvydas Vainauskas
Gedvydas Vainauskas (* 7. November 1955 in Utena) ist ein litauischer Journalist und Medienmanager, Leiter von UAB „Lietuvos rytas“, Chefredakteur und Gründer der Tageszeitung.

## Leben
Nach dem Abitur an der 4. Mittelschule Kaunas absolvierte er von 1974 bis 1979 das Diplomstudium der Journalistik an der Vilniaus universitetas. Sein Praktikum machte er bei Lietuvos radijas.
Von 1977 bis 1985 arbeitete er bei der nationalen Tageszeitung „Tiesa“ (Prawda-Version in Sowjetlitauen), von 1985 bis 1986 bei Magazin „Mokslas ir gyvenimas“ als stellvertretender Chefredakteur, von 1986 bis 1989 Redakteur bei „Komjaunimo tiesa“. Seit 1990 ist er Chefredakteur und Verleger von „Lietuvos rytas“, Vorstandsvorsitzende von UAB „Lietuvos rytas“. Er gründete Stadtzeitungen „Sostinė“ (Vilnius), „Laikinoji sostinė“ (Kaunas), „Panevėžio rytas“ (Panevėžys). Er ist Autor einiger Bücher.
Er war Präsident des Vereins BC „Lietuvos rytas Vilnius“. Er hat   25,5 % Aktien der UAB „Lietuvos rytas“ (2009).
Von 1981 bis 1991 war er Mitglied der KPdSU.

## Familie
Sein Vater war Jonas Vainauskas (1925–2015), Agrarökonom, Professor, sowjetischer Geher, sowjetlitauischer Minister.
Sein Sohn Jonas Vainauskas (* 1981) ist Basketballmanager.
Seine Cousine ist Nijolė Steiblienė (* 1954), Fernsehjournalistin, Seimas-Mitglied.

## Orden
- Gediminas-Orden, Komandoro kryžius (Valdas Adamkus), 2000